# Вільям Семуел Джонсон
Вільям Семуел Джонсон (англ. William Samuel Johnson); 27 жовтня 1727 — 14 листопада 1819) — державний діяч США, підписав конституцію США, був президентом Колумбійського університету.

## Біографія
Народився у Коннектикуті. Закінчив Єльський університет (1744), там же отримав магістерське звання (1747) та став адвокатом. До війни за незалежність обіймав у рідному штаті різні посади. Вагався, на який бік пристати. Нарешті, вирішив стати миротворцем, що й намагався зробити під час війни. Потім був впливовим делегатом Континентального конгресу. Відіграв важливу роль і на Філадельфійському конвенті як голова редакційної комісії, яка склала остаточний текст документа. Сприяв ратифікації Конституції США у Коннектикуті, який пізніше представляв у Сенаті США (1789–1791). Залишив політичне життя і став президентом Колумбійського університету (1787–1800).